# Diocese de Francistown
A Diocese de Francistown (em latim: Dioecesis Francistaunensis) é uma diocese da Igreja Católica localizada na cidade de Francistown, Botsuana, porém sufragânea da província eclesiástica de Pretória, África do Sul.

## História
Em 27 de junho de 1998 foi estabelecido o Vicariato Apostólico de Francistown, dependente da Diocese de Gaborone. Em 2 de outubro de 2017 foi elevado a diocese pelo Papa Francisco, como sufragânea da Pretória.

## Lideranças
Lista de líderes à frente da circunscrição:
- Vigário Apostólico de Francistown
  - Franklyn Atese Nubuasah, S.V.D. (27 de junho de 1998 — 2 de outubro de 2017)

- Bispo de Francistown 
  - Franklyn Atese Nubuasah, S.V.D. (2 de outubro de 2017 — 6 de junho de 2019), nomeado bispo de Gaborone
  - Anthony Pascal Rebello, S.V.D. † (5 de julho de 2021 - 4 de maio de 2024)